# Ostrogotsko Kraljevstvo
Ostrogotsko Kraljevstvo, antičko ostrogotsko kraljevstvo koje je postojalo od 493. do 553. godine. Nalazilo se na teritoriju današnje Italije te na susjednim područjima. Službeni naziv ove države bio je Kraljevstvo Italije (lat. Regnum Italiae).
U Italiji su Ostrogoti, predvođeni Teodorikom Velikim ubili i zamijenili Odoakra, germanskog časnika i bivšeg vođu federata (lat. foederatus) u sjevernoj Italiji te de facto vladara Italije koji je 476. godine razvlastio posljednjeg cara Zapadnog Rimskog Carstva, Romula Augustula. Pod Teodorikom Velikim, prvim ostrogotskim kraljem, Ostrogotsko Kraljevstvo doživjelo je svoj procvat. Protezalo se od današnje južne Francuske na zapadu sve do današnje zapadne Srbije na jugoistoku. Većina institucija iz kasnog razdoblja Zapadnog Rimskog Carstva sačuvana je za vrijeme njegove vladavine. On se sam nazivao „kraljem Gota i Rimljana“ (lat. Gothorum Romanorumque rex) što je odražavalo njegovu želju da bude vođa dvaju naroda koja su živjela na teritoriju njegova kraljevstva.
Bizantsko Carstvo je 535. godine, za vrijeme Justinijana I., napalo Italiju. Tadašnji ostrogotski vladar, Vitigis, nije mogao uspješno obraniti svoje kraljevstvo te je naposljetku zarobljen kada je došlo do pada ostrogotske prijestolnice Ravenne. Nakon toga, Ostrogoti se okupljaju oko svojeg novog vladara, Totile te uglavnom uspijevaju zaustaviti bizantski prodor, ali su na kraju ipak poraženi. Posljednji ostrogotski kralj bio je Teja.

## Povijest

### Kontekst

#### Ostrogoti
Ostrogoti su bili jedan od brojnih germanskih naroda. Točnije, oni su bili istočni Goti. Nastanili su se u Daciji i tamo su osnovali moćnu državu, no na kraju 4. stoljeća dolaze pod dominaciju Huna. Nakon propasti hunske države 454. godine, velikom dijelu Ostrogota zapadnorimski car Marcijan daje mogućnost da se nastane u rimskoj provinciji Panoniji kao federati. Za razliku od mnogih drugih rimskih savezničkih postrojbi, Goti nisu bili apsorbirani u strukturu rimske vojske nego su zadržali svoj identitet i koheziju. 460. godine, za vrijeme carevanja Leona I., dolazi do obustave godišnjeg davanja od strane Zapadnog Rimskog Carstva. Zbog toga, Ostrogoti pustoše Ilirik. Mir je uspostavljen 461. godine te je dogovoreno da mladi Teodorik Veliki, sin Teodemira, bude poslan u Konstantinopol kao talac te je tamo obrazovan.
U prethodnim godinama, velik broj Gota, prvo pod Asparom, a zatim pod Teodorikom Strabonom postao je dio rimske vojske te tako ostvaruju značajnu političku i vojnu moć na dvoru u Konstantinopolu. Razdoblje između 477. te 483. godine obilježeno je borbom između Teodorika, koji je naslijedio svog oca 474. godine, Teodorika Strabona i novog istočnorimskog cara Zenona. U tom sukobu, savezništva su se redovito mijenjala te su veliki dijelovi Balkana razoreni u tom periodu. Na kraju, nakon smrti Teodorika Strabona 481. godine, Zenon i Tedorik postigli su sporazum. Dijelovi Mezije i Dacije ripensis predani su Gotima. Samo godinu dana nakon toga, dolazi do novog sukoba između Zenona i Teodorika te su ponovno Ostrogoti opustošili Traciju. Nakon toga, Zenon i njegovi savjetnici dolaze do ideje da nagovore Teodorika da krene u rat protiv Odoakara, još jednog problematičnog susjeda Carstva.

#### Odoakrovo Kraljevstvo (476. – 493. godine)
Godine 476., Odoakar, vođa federata na zapadu, organizira puč protiv Oresta koji je zahtijevao da njegov sin, Romul Augustul, bude priznat kao car Zapadnog rimskog Carstva umjesto cara Julija Nepota. Orest nije htio ispuniti obećanje koje je dao Odoakru da će njegove postrojbe dobiti zemlju u Italiji – tim je obećanjem Orest osigurao da Odoakar bude neutralan prilikom Orestova napada na Julija Nepota. Zbog toga Odoakar je pogubio Oresta te je izgnao njegova sina, a zatim priseže na odanost Juliju Nepotu (koji se nalazio u Dalmaciji) istovremeno djelujući autonomno. Odoakar je zadržao rimski administrativni sustav te je aktivno surađivao s rimskim Senatom te je njegova vladavina bila učinkovita. Godine 477. protjerao je Vandale sa Sicilije te je tri godine kasnije zauzeo Dalmaciju nakon što je Julije Nepot ubijen.

### Gotsko osvajanje Italije (488. – 493. godine)
Zenon i Teodorik postigli su dogovor da, ako Teodorik porazi Odoakra, vlada Italijom kao carev predstavnik. Teodorik je sa svojim postrojbama krenuo iz Mezije u jesen 488. godine preko Dalmacije te je prešao Julijske Alpe i ušao u Italiju krajem kolovoza 489. godine. Prvi sukob s Odoakrovim postrojbama zabilježen je u blizini Akvileje – na rijeci Soči (bitka na Soči 489. godine) 28. kolovoza 489. godine. Odoakar je poražen te se povukao prema Veroni koja je bila poprište još jedne krvave bitke, oko mjesec dana kasnije, u kojoj su pobijedili Goti.
Odoakar se zatim povlači u svoju prijestolnicu, Ravennu dok se veći dio njegove vojske kojim je zapovijedao Tufa predaje Gotima. Nakon toga, Teodorik šalje Tufu i njegove postrojbe protiv Odoakra, no Tufa ponovo mijenja stranu te se sada bori na strani Odoakra. Tako je godine 490. Odoakar bio u stanju pokrenuti kampanju protiv Teodorika, zauzeti Milano i Cremonu te opsjesti glavnu bazu Ostrogota u Italiji koja se nalazila u Ticinumu (u Paviji). Tada dolazi do intervencije Vizigota, Odoakrova opsada Ticinuma propada te je on doživio odlučujući poraz u bitci na rijeci Addi 11. kolovoza 490. godine. Odoakar se ponovno povlači u Ravennu dok su rimski Senat te mnogi gradovi u Italiji prešli na Teodorikovu stranu.

#### Odoakrova smrt (493. godine)
Sada Goti opsjedaju Ravennu, no s obzirom na to da im je nedostajala flota te da se stanovništvo grada moglo snabdijevati preko mora, opsada je mogla trajati neodređeno vrijeme, unatoč oskudici. Godine 492. Teodorik uspijeva osigurati flotu i zaposjesti ravenske luke te je tako Ravenni presjekao komunikaciju s vanjskim svijetom. Učinci navedenog u Ravenni osjetili su se šest mjeseci kasnije. Tada dolazi, uz medijaciju gradskog biskupa, do pregovora između dviju zaraćenih strana. 
Sporazum je postignut 25. veljače 493. godine te su prema njemu dvije strane trebale podijeliti Italiju. Radi toga priređena je gozba – 15. ožujka – kako bi se proslavilo sporazum, no na toj gozbi Teodorik ubija Odoakra. Uslijedio je masakr Odoakrove vojske i njegovih pristaša, a Teodorik i Ostrogoti postali su gospodari Italije.

### Teodorikova vladavina
Teodorik Veliki vladao je Ostrogotima od 493. do 526., te je bio njihov najdugovječniji i najslavniji vladar. Priznat od Bizanta već 497., ratovima i diplomacijom osigurao je prvenstvo među germanskim vladarima. Nastojao je održavati dobre odnose s rimskim stanovništvom, aristokracijom i Katoličkom Crkvom. Poticao je gospodarstvo i gradnju, od čega je najviše koristi imala prijestolnica Ravenna, u kojoj je pokopan. Naslijedio ga je unuk Atalarik.

### Gotski rat i kraj Ostrogotskog Kraljevstva (535. – 554.)
Ostrogotsko Kraljevstvo okončano je u krvavom Gotskom ratu, kojeg je pokrenuo bizantski car Justinijan I. Veliki s ciljem da povrati rimske zemlje pod barbarskom okupacijom. Rat se vodio na području Italije, Dalmacije, Sardinije, Sicilije i Korzike. Već prve godine oslobođeni su Sicilija, Napulj i Rim. Rat je bio dugotrajan, ali su se Ostrogoti predali nakon što je bizantski vojskovođa Narzes u bitci kod Tagine ubio njihovog poglavara Totilu. Totila je bio zadnji ostrogotski kralj. U listopadu 553. Narzes je u bitci na Lattari pobijedio i posljednje ostatke gotske vojske, čime je Ostrogotsko Kraljevstvo i službeno prestalo postojati.
Njegovim uništenjem nestaju i sami Ostrogoti kao zasebna etnička skupina.

## Popis ostrogotskih vladara
- Valamir prije 450./451. – 468./469.
- Tiudimir od 468./469. – 474. godine
- Vidimir od 468./469. – 474. godine
- Teodorik Veliki (Thiudoric) od 474. – 526. godine
- Atalarik (Atthalaric) od 526. – 534. godine
- Teodahad/Teodat (Thiudahad) od 534. – 536. godine
- Vitigis (Wittigeis) od 536. – 540. godine
- Hildebad (Hildibad) od 540. – 541. godine
- Erarik (Heraric, Ariaric) 541. godina
- Totila (Baduila) od 541. – 552. godine
- Teja (Theia, Teia) 552. godina